# خط طول 147° شرق
خط طول 147° شرق هو أحد خطوط الطول الجغرافية، والتي تمتد من القطب الشمالي الجغرافي إلى القطب الجنوبي الجغرافي، وحسب التحويل الزمني يتقدم خط طول 147° شرق عن خط غرينتش بـ9 ساعات و48 دقيقة.

## من القطب إلى القطب
ينطلق خط طول 147° شرق من القطب الشمالي نحو القطب الجنوبي مرورا بالمناطق التي ترد في الجدول التالي:
| الإحداثيات                           | البلد أو الإقليم أو البحر | ملاحظات |
| ------------------------------------ | ------------------------- | --- |
| 90°0′N 147°0′E / 90.000°N 147.000°E  | المحيط المتجمد الشمالي    | |
| 76°37′N 147°0′E / 76.617°N 147.000°E | بحر سيبيريا الشرقي        | |
| 75°19′N 147°0′E / 75.317°N 147.000°E | روسيا                     | ياقوتيا — جزيرة New Siberia |
| 75°3′N 147°0′E / 75.050°N 147.000°E  | بحر سيبيريا الشرقي        | |
| 72°14′N 147°0′E / 72.233°N 147.000°E | روسيا                     | ياقوتيا ماغادان أوبلاست — من 64°8′N 147°0′E / 64.133°N 147.000°E |
| 59°22′N 147°0′E / 59.367°N 147.000°E | بحر أوخوتسك               | |
| 44°35′N 147°0′E / 44.583°N 147.000°E | جزر الكوريل               | جزيرة إيتوروب, administered by روسيا (ساخالين أوبلاست), but تملكه اليابان (هوكايدو)                                                                                               |
| 44°27′N 147°0′E / 44.450°N 147.000°E | المحيط الهادئ             | مرورا بشرق Shikotan island, جزر الكوريل (في 43°50′N 146°55′E / 43.833°N 146.917°E) · مرورا بغرب Satawal island, ولايات ميكرونيسيا المتحدة (في 7°21′N 147°2′E / 7.350°N 147.033°E) |
| 1°58′S 147°0′E / 1.967°S 147.000°E   | بابوا غينيا الجديدة       | Manus Island |
| 2°12′S 147°0′E / 2.200°S 147.000°E   | المحيط الهادئ             | بحر بيسمارك |
| 5°15′S 147°0′E / 5.250°S 147.000°E   | بابوا غينيا الجديدة       | لونغ آيلاند |
| 5°22′S 147°0′E / 5.367°S 147.000°E   | المحيط الهادئ             | بحر بيسمارك |
| 5°56′S 147°0′E / 5.933°S 147.000°E   | بابوا غينيا الجديدة       | |
| 6°44′S 147°0′E / 6.733°S 147.000°E   | بحر سليمان                | Huon Gulf |
| 7°0′S 147°0′E / 7.000°S 147.000°E    | بابوا غينيا الجديدة       | |
| 9°18′S 147°0′E / 9.300°S 147.000°E   | بحر المرجان               | |
| 19°15′S 147°0′E / 19.250°S 147.000°E | أستراليا                  | كوينزلاند نيوساوث ويلز — من 29°0′S 147°0′E / 29.000°S 147.000°E فيكتوريا (أستراليا) — من 36°5′S 147°0′E / 36.083°S 147.000°E                                                      |
| 38°32′S 147°0′E / 38.533°S 147.000°E | باس (مضيق)                | مرورا بشرق Hogan Island، تاسمانيا, أستراليا (في 39°13′S 146°59′E / 39.217°S 146.983°E)                                                                                            |
| 40°59′S 147°0′E / 40.983°S 147.000°E | أستراليا                  | تاسمانيا |
| 43°26′S 147°0′E / 43.433°S 147.000°E | المحيط الهادئ             | Australian authorities consider this to be part of the المحيط الجنوبي[1][2] |
| 60°0′S 147°0′E / 60.000°S 147.000°E  | المحيط الجنوبي            | |
| 67°54′S 147°0′E / 67.900°S 147.000°E | القارة القطبية الجنوبية   | الإقليم الأسترالي في القارة القطبية الجنوبية، المطالب الإقليمية بالقارة القطبية الجنوبية by أستراليا                                                                              |